# Archives communales de Vevey
Les Archives de la Ville de Vevey sont les archives communales de Vevey, dans le canton de Vaud, en Suisse.

## Histoire
La charte que Rodolphe d'Oron accorde à la ville libre qu'il vient de fonder vers 1236 peut être considérée comme la première source attestant de l'existence des institutions communales. La ville est alors composée de différents bourgs fortifiés qui reçoivent leurs premières franchises en 1290. En 1356 Vevey reçoit la permission d'élire cinq syndics et vingt prud'hommes chargés de la gestion des affaires. Le premier compte communal remonte à cette même année. Le premier manuel s'ouvre en 1391 à la suite de l'institution d'un Conseil des 12 par Amédée VI de Savoie.
Les séances se tiennent dans la maison de ville, et les archives sont rassemblées à proximité immédiate, afin de conserver la mémoire des droits acquis proche du lieu de rassemblement des conseillers. Les documents provenant de l'administration communale, ainsi que ceux de l'Hôpital et des Confréries sont conservés dans une grande armoire de bois, puis dans un coffre spécifique muni de trois serrures dès 1510. 
Lors de l'incendie qui ravage la ville en 1688, les archives sont épargnées, à l'exception des pièces relatives à l'église de Saint-Martin qui étaient déposées à la cure. En 1731, lors d'un autre incendie proche de la maison de Ville, les archives sont transférées momentanément au Château de l'Aile. Lors de leur retour à l'Hôtel de Ville, le Conseil des 12 envisage une nouvelle disposition des archives dans une armoire a layettes suivant le plan d'un inventaire nouvellement établi. Différentes extensions et transformations du bâtiment mènent au dépôt des documents dans un petit local spécifique situé à l'arrière de la salle des mariages et dans le sous-toit. Afin d'être conservées dans de meilleures conditions et d'avoir plus de place pour y donner accès, elles sont déménagées dans le sous-sol du collège Kratzer en 2005. 
L'inventaire anonyme de 1560 est le premier témoin d'une démarche de classement des documents de l'administration communale. Suivront différents inventaires dont le plus complet remonte à 1744. L'ensemble des archives fait l'objet d'un classement et d'un inventaire exhaustif. Les manuaux sont agrémentés de répertoires. Les archives peuvent ainsi être plus aisément étudiées, comme l'attestent les publications concernant l'histoire de la Ville parues vers 1860,,. L'historien Albert de Montet, après avoir étudié les documents relatifs à l'histoire de Vevey, dès l'origine de la ville à 1565, se lance dans le dépouillement des registres concernant la population bourgeoise de Vevey et produit plus de 650 tableaux généalogiques des familles bourgeoises, qu'il remet à la Ville en 1918. Alfred Ceresole dépouille quant à lui les procès-verbaux de la municipalité et compile notes et anecdotes historiques dans un ouvrage en 1890.  
À la suite de la loi de 1876 rendant le syndic responsable des archives de sa commune, rien n'est entrepris à Vevey, hormis un inventaire des objets déposés aux archives. Ce n'est qu'en 1911 qu'a lieu une première tentative de mise en ordre avec l'aide de Raoul Campiche. Ce dernier sera ensuite mandaté entre 1921 et 1950 pour réorganiser, classer et inventorier l'ensemble des archives. Ce travail met notamment en évidence le grand nombre d'archives d'institutions et familles en mains communales. Si le plan de classement établi permet à l'administration d'assurer un suivi de l'archivage, le besoin de recourir à un spécialiste se fait sentir et le conservateur du Musée de Vieux-Vevey, André Gétaz, se voit aussi attribuer la garde des archives. Sous son égide, les archives anciennes classées par Campiche sont relogées et les dossiers modernes (dès 1946), objets d'un classement spécifique, sont conservés à part. 
En 1964 un premier règlement ainsi qu'un cahier des charges destiné à l'archiviste sont établis. À la suite du décès d'André Gétaz en 1965, Irène Décombaz est engagée pour gérer les archives historiques et les nombreuses demandes de renseignements engendrées par la recherche universitaire. Le service s'institutionnalise, et lors de son départ à la retraite en 1988, un poste d'archiviste est mis au concours pour la première fois. Les archives historiques sont alors regroupées et l'inventaire harmonisé et informatisé dans une base de données afin de faciliter la recherche. L'accueil et l'aide à la recherche est encore amélioré par la constitution d'une importante documentation de référence et d'une véritable salle de consultation.

## Collections
Les principales séries conservées sont les suivantes :
- Les procès-verbaux du Petit Conseil, puis de la Municipalité, dès 1391
- Les procès-verbaux du Conseil communal, et ses documents annexes, dès 1815
- Les comptes communaux dès 1356
- Les droits communaux dès 1291
- Les procès-verbaux, comptes et conventions de l’assistance publique et d’Hôpital dès 1147
- Les archives de fondations, confréries et familles dès le XIIIe siècle
- Les archives concernant les habitants dès le XVIIe siècle (baptêmes, mariages et décès, recensements, tableaux généalogiques des familles bourgeoises, etc.)
- Les journaux locaux dès 1813, consultables en ligne[10]
- Bibliothèque de référence et documentation veveysanne

L'inventaire complet est consultable en ligne